# Propstei Kling
Die Propstei Kling war ein Verwaltungsbereich des Klosters Seeon mit Sitz in Kling, einem Ortsteil der Gemeinde Babensham im heutigen oberbayerischen Landkreis Rosenheim.
Die Propstei überwachte die Grundholden des Klosters westlich von Seeon im Pfleggericht Kling und den Hofmarken Griesstätt, Obing und Halfing. 